# Phalera
Phalera är ett släkte av fjärilar som beskrevs av Jacob Hübner 1819. Phalera ingår i familjen tandspinnare.

## Dottertaxa tillPhalera, i alfabetisk ordning[1][2]
- Phalera acholi
- Phalera acuta
- Phalera alaya
- Phalera albicosta
- Phalera albifrons
- Phalera albizziae
- Phalera albocalceolata
- Phalera alpherakyi
- Phalera alticola
- Phalera amboinae
- Phalera amplificata
- Phalera andreas
- Phalera angoloana
- Phalera angustipennis
- Phalera arenosa
- Phalera argentea
- Phalera argenteolepis
- Phalera assimilis
- Phalera atrata
- Phalera beijingana
- Phalera birmicola
- Phalera bobi
- Oxhuvudspinnare, Phalera bucephala
- Phalera bucephalina
- Phalera bucephaloides
- Phalera cihuai
- Phalera combusta
- Phalera cossoides
- Phalera defecta
- Phalera demaculata
- Phalera elegans
- Phalera eminens
- Phalera fasciata
- Phalera flavescens
- Phalera formisicola
- Phalera fuscescens
- Phalera goniophora
- Phalera grandidierianum
- Phalera grotei
- Phalera himalayana
- Phalera imitata
- Phalera immaculata
- Phalera infulgens
- Phalera infusca
- Phalera javana
- Phalera jezoensis
- Phalera kuangtungensis
- Phalera latipennis
- Phalera lignitea
- Phalera lineolata
- Phalera lydenburgi
- Phalera magnimaculata
- Phalera matsumurai
- Phalera minor
- Phalera muku
- Phalera nannula
- Phalera nigristriga
- Phalera nigrofasciata
- Phalera ningpoana
- Phalera niveomaculata
- Phalera obscura
- Phalera olivapicata
- Phalera ordgara
- Phalera pallida
- Phalera parivala
- Phalera paupercula
- Phalera persica
- Phalera peruda
- Phalera philonica
- Phalera postaurantia
- Phalera princei
- Phalera procera
- Phalera raya
- Phalera sangana
- Phalera septentrionalis
- Phalera staudingeri
- Phalera stephani
- Phalera stigmigera
- Phalera surigaona
- Phalera syriaca
- Phalera takasagoensis
- Phalera tenebrata
- Phalera tenebricosa
- Phalera torpida
- Phalera ulmivora
- Phalera velata
- Phalera yunnanensis

## Bildgalleri

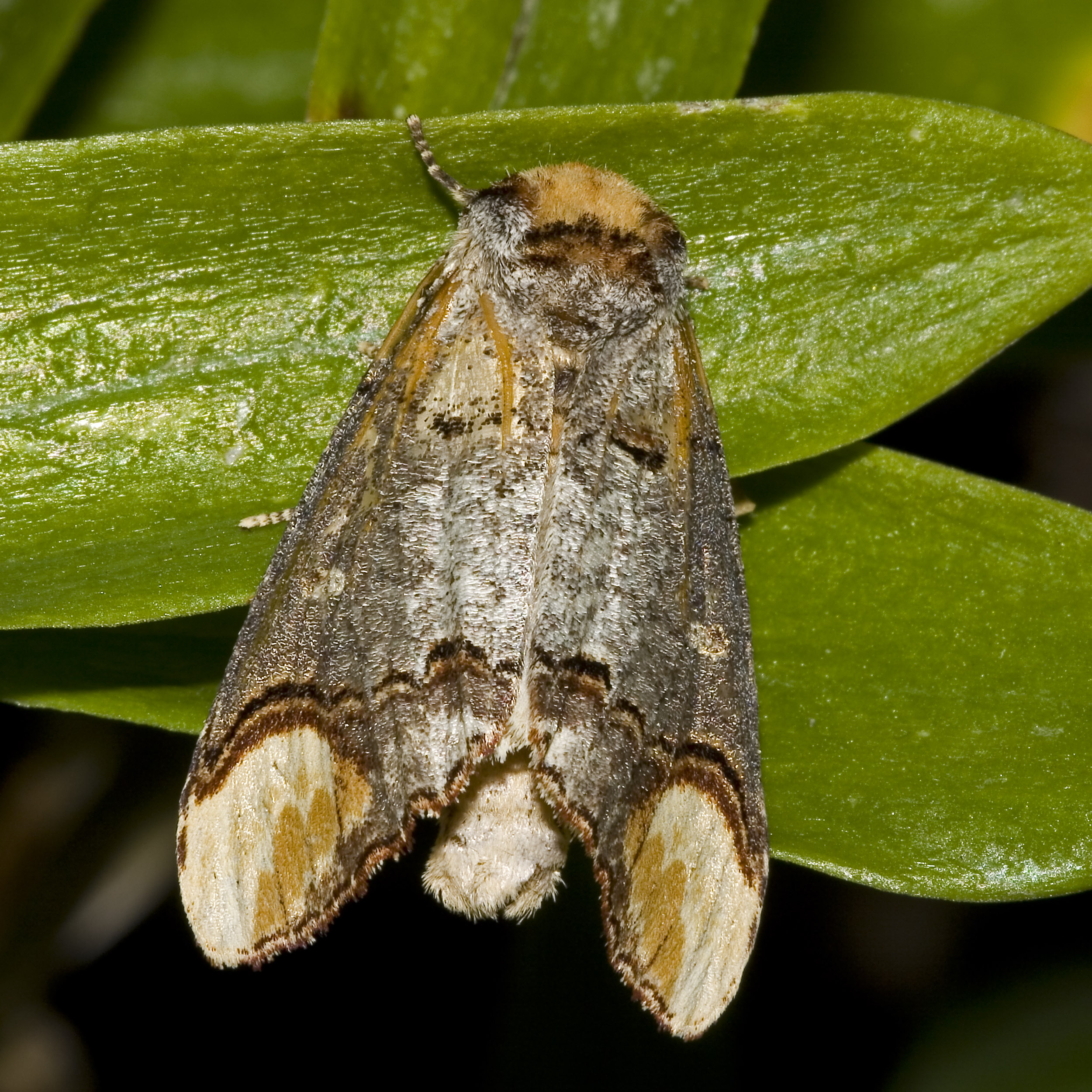